# Mind Games
Mind Games este al patrulea album solo post-Beatles al lui John Lennon, înregistrat și lansat în 1973. Lansarea discului a marcat începutul perioadei de optisprezece luni de separare a lui Lennon de Yoko Ono și sfârșitul perioadei sale de activism politic , determinatǎ în mare parte de realegerea lui Richard Nixon. Spre deosebire de precedentul sǎu album Sometime In New York City, primit cu rǎcealǎ de critici datoritǎ implicațiilor sale politice, Mind Games a fost mult mai bine primit, atât de cǎtre fani cât și de cǎtre critici, atingând locul 13 în Marea Britanie și locul 9 în SUA, unde a primit Discul de Aur.

## Tracklist
1. "Mind Games" (4:13)
2. "Tight A$" (3:37)
3. "Aisumasen (I'm Sorry)" (4:44)
4. "One Day (At a Time)" (3:09)
5. "Bring on The Lucie (Freeda Peeple)" (4:12)
6. "Nutopian International Anthem" ( John Lennon , Yoko Ono ) (0:03)
7. "Intuition" (3:08)
8. "Out The Blue" (3:23)
9. "Only People" (3:23)
10. "I Know (I Know)" (3:49)
11. "You Are Here" (4:08)
12. "Meat City" (2:45)

- Toate cântecele au fost scrise de John Lennon cu excepția celor notate

## Single-uri
- "Mind Games" (1973)